# الحياة البرية في تشاد

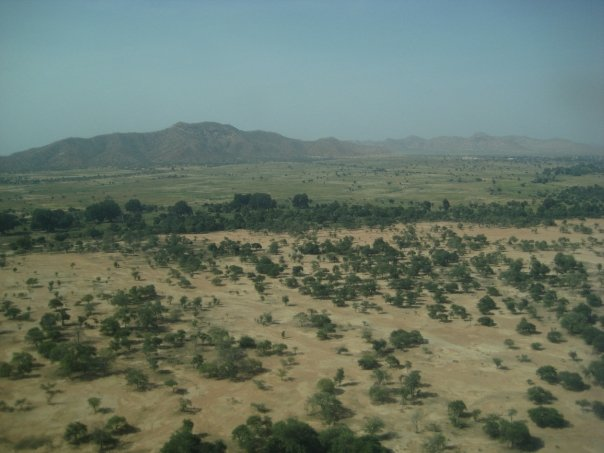
الحياة النباتية خارج قوز بيدا

الحياة البرية في تشاد تتكون من النباتات والحيوانات. الحياة الحيوانية والنباتية تتوافق مع المناطق المناخية الثلاثة في البلاد. في المنطقة الصحراوية، فالنباتات الوحيدة هي بساتين النخيل في الواحات. كما تنمو أشجار النخيل وأشجار السنط في منطقة الساحل.وتتكون المنطقة الجنوبية أو السودانية من مراعي واسعة أو مروج مناسبة للرعي. اعتبارا من عام 2002، كان هناك ما لا يقل عن 134 نوعًا من الثدييات، و532 نوعًا من الطيور (354 نوعًا مقيم و155 مهاجر)، وأكثر من 1600 نوع من النباتاتا المنتشرة في جميع أنحاء البلاد.
وتضم التشاد عدة أنواع من الثدييات منها فيل الأدغال الأفريقي، وأسد غرب أفريقيا، والجواميس، وأفراس النهر، وزرافات كردفان، والظباء، والنمور الأفريقية، والفهود، والضباع، والعديد من أنواع الثعابين، على الرغم من أن معظم المجموعات اللاحمة الكبيرة قد انخفض عددها بشكل كبير منذ أوائل القرن العشرين. يعتبر الصيد غير المشروع للفيلة، خاصة في جنوب البلاد في مناطق مثل محمية زكوما الوطنية، مشكلة خطيرة.